# Vészi Endre

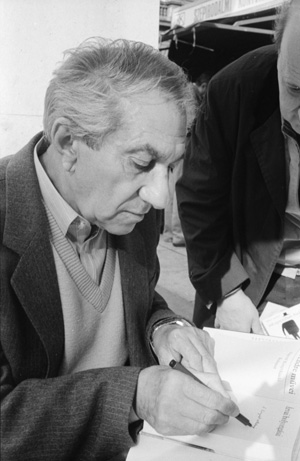
Vészi Endre a Könyvhéten dedikál (Budapest, 1987. június 2.)

Vészi Endre (Budapest, 1916. október 19. – Budapest, 1987. július 9.) Kossuth-díjas magyar költő, író.

## Életpályája
Apja, Weisz Henrik szappanfőző, anyja Kramberg Nechume volt. A polgári iskola elvégzése után a vésnökmesterséget tanulta ki, a Geduldiger cégnél dolgozott 1932–1938 között. 1934-től jelentek meg versei a következő újságokban: Népszava, Nyugat, Szép Szó, Pesti Napló, Magyar Csillag, Munka, Válasz. Első verseskötete 1935-ben jelent meg. 1937-től közéleti cikkei, szociográfiai riportjai. Első regénye, a Felszabadultál 1937-ben elnyerte a Pantheon könyvkiadó Mikszáth-díját. 1942-től munkaszolgálatos, koncentrációs táborok foglya. 1945-ben tért haza, és még ugyanebben az évben a Népszava munkatársa lett 1951-ig. 1948-tól folyamatosan jelentkezett kötetekkel, hangjátékokkal, színdarabokkal, filmekkel, tévéjátékokkal. 
1950-ben feleségül vette Dlabola Margitot. Az Írószövetség titkára 1955–1956 között. 1956-ban lemondott tisztségéről.

## Művei

### Versek
- Végy oltalmadba (1935)
- Ünneprontó (1936)
- A fekete rév (1944)
- Boldog grafikon (1949)
- Csillagtérkép (1956)
- Fohász szigorúságért (1961)
- Arckép ezer tükörben (1964)
- A varázsló kalapjában (1967)
- Visszapillantás a jelenbe (1969)
- Jövő teleim emléke (1972)
- A teljesség igézetében (1974)
- Titokzatos párhuzamok (1977)
- Farsangi király (1979)
- Értünk is fussatok paripák (1981)
- Folytatólagos vallomás (1981)
- Hattyú az udvar fölött (1983)
- Hány perc a nyár? (1986)
- Az ittmaradó város (1989)
- A magyar költészet kincsestára 70. kötet, V. E. válogatott versei (1998)

### Prózák
- Felszabadultál (1937)
- Gyerekkel a karján (1938)
- Elsüllyedt Budapest (1946)
- Muszka Pista, egy lopott ló története (1946)
- Mire tavasz lesz (1947)
- A két vöröshajú (1948)
- Lakoma hajnalban (1960)
- Darazsak támadása (1964)
- Aranyszoba (1966)
- Vendég az esküvőn (1968)
- Kőzene (1969)
- A hosszú előszoba (1970)
- A túsz zavarbaejtő halála (1972)
- Tériszony (1973)
- Ember és árnyék (1975)
- Bukósisak (1973)
- Inkognitóban Budapesten (1976)
- Nyitott ház (1977)
- Angi Vera (1977)
- Angi Vera és a többiek (1979)
- A tranzitutas (1979)
- Estély az Izabellán (1980)
- A messziről jött ember (1982)
- Tűréshatár (1982)
- Ember a retikülben (1984)
- A gyökérember és a sziréntulajdonos (1984)
- Kéz a levegőben (1985)
- Le az öregekkel (1985)
- Árvai bolyongásai (1987)
- Forró drót (1989)
- Az ezüst kehely (1995)

### Színművek
- A titkárnő (1955, Katona József Színház, Bp.)
- Fekete bárány (1957, Jókai Színház, Bp.)
- Varjú doktor (1959, Madách Színház)
- Árnyékod át nem lépheted (1960, Jókai Színház)
- Don Quijote utolsó kalandja (1962, Jókai Színház; 1986, Gyulai Várszínház és Veszprémi Petőfi Színház)
- Madarak (1962)
- Hajnali beszélgetés (1963, József Attila Színház)
- Ember a szék alatt (1964, Pécsi Nemzeti Színház)
- Statisztika (1967, Irodalmi Színpad)
- Kettévált mennyezet (1968, Kisfaludy Színház)
- Üvegcsapda (1969, Katona József Színház, Bpest)
- A hosszú előszoba (1972, Madách Színház)
- Szuperhallás (1979, Kisfaludy Színház)
- A sárga telefon (1984, Játékszín)
- Le az öregekkel (1987, Nemzeti Színház)

## Filmek
- Az utolsó kör (1968, rendező: Gertler Viktor)
- Tiltott terület (1969, rendező: Gábor Pál)
- Angi Vera (1978, rendező: Gábor Pál)
- Nyitott ház (1981, rendező: Gábor Pál)
- Kettévált mennyezet (1982, rendező: Gábor Pál)
- A sárga telefon (1986, rendező: Berényi Gábor)

## Összegyűjtött hangjátékai

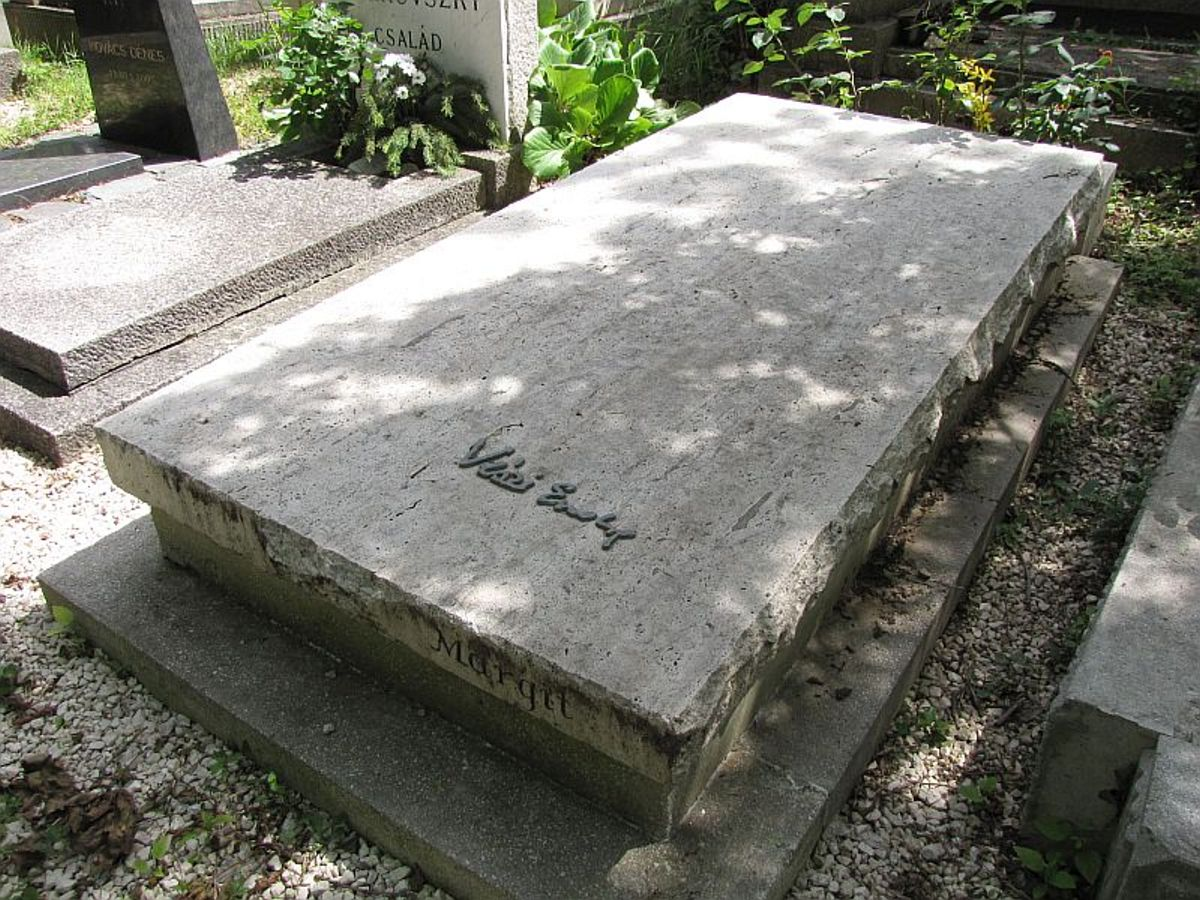
Sírja a Farkasréti temetőben (21/A-1-57). Alkotó: Búza Barna

- A piros oroszlán (1962)
- Hangok és sorsok (1966)
- A piros oroszlán (1971)
- Félhomályos zóna (1976)
- Jóisten farmerben (1985)

## Díjai, elismerései
- Mikszáth-díj (1937)
- József Attila-díj (1950, 1955, 1965)
- SZOT-díj (1970)
- Kossuth-díj (1978)
- Pro Urbe-díj (1982)